# Manijeh Nouri-Ortega
Manijeh Nouri-Ortega est une auteure et une enseignante de langue et littérature persanes. Elle est également interprète et traductrice assermentée ainsi que psychanalyste jungienne.

## Biographie
Née en 1954 à Téhéran, Manijeh Nouri-Ortéga étudie à l'Université de Bâle dont elle sort diplômée avec une maîtrise en littérature et linguistique en 1975.
Elle poursuit ensuite ses études à l'Institut d'études Iraniennes de L'Université Sorbonne Nouvelle, paris VIII où elle obtient un D.E.A..
Manijeh Nouri-Ortéga est spécialiste de littérature mystique persane du XIIIe siècle.
Au travers de multiples actions de vulgarisation, elle contribue à la diffusion de la culture persane et de la poésie Soufi,.
Elle s'attache particulièrement à ses plus grands auteurs tels que Djalal al-dîn Rûmi et Farid ud-Dîn ‘Attâr dont elle traduit le chef-d'œuvre  La Conférence des Oiseaux.
Elle est également formée à la psychologie analytique de Carl Gustav Jung.
Après avoir enseigné à Toulouse, elle s'établit en Vendée en 2021.

## Principales publications
- Le langage des oiseaux (Manteq ut-Tayr), introduction, traduction et annotation de Manijeh Nouri, préface de Mohammad Reza Shafi’i Kadkani, Editions du Cerf, 2012.
- La Conférence des oiseaux / Farid al-Din Attar, adaptation d'Henri Gougaud, d'après la traduction du persan de Manijeh Nourri-Ortega, Editions du Seuil, 2002[5]
- Le sens de l'amour chez Rûmi, (étude, multimédia), Edition Dervy, 2004[6].
- Revue Horizons Maghrébins - Le Droit à la mémoire[7],[8] :
  - Voyages photopragiques à travers les cuisines du Maghreb et d'Afrique noire, 2004.
  - La Ta’ziyé ou une célébration iranienne de la passion de Husayn, 2008
  - La nourriture vendue dans les rues de Téhéran au début du XXe siècle, 2009